# Architektura barokowa w Anglii

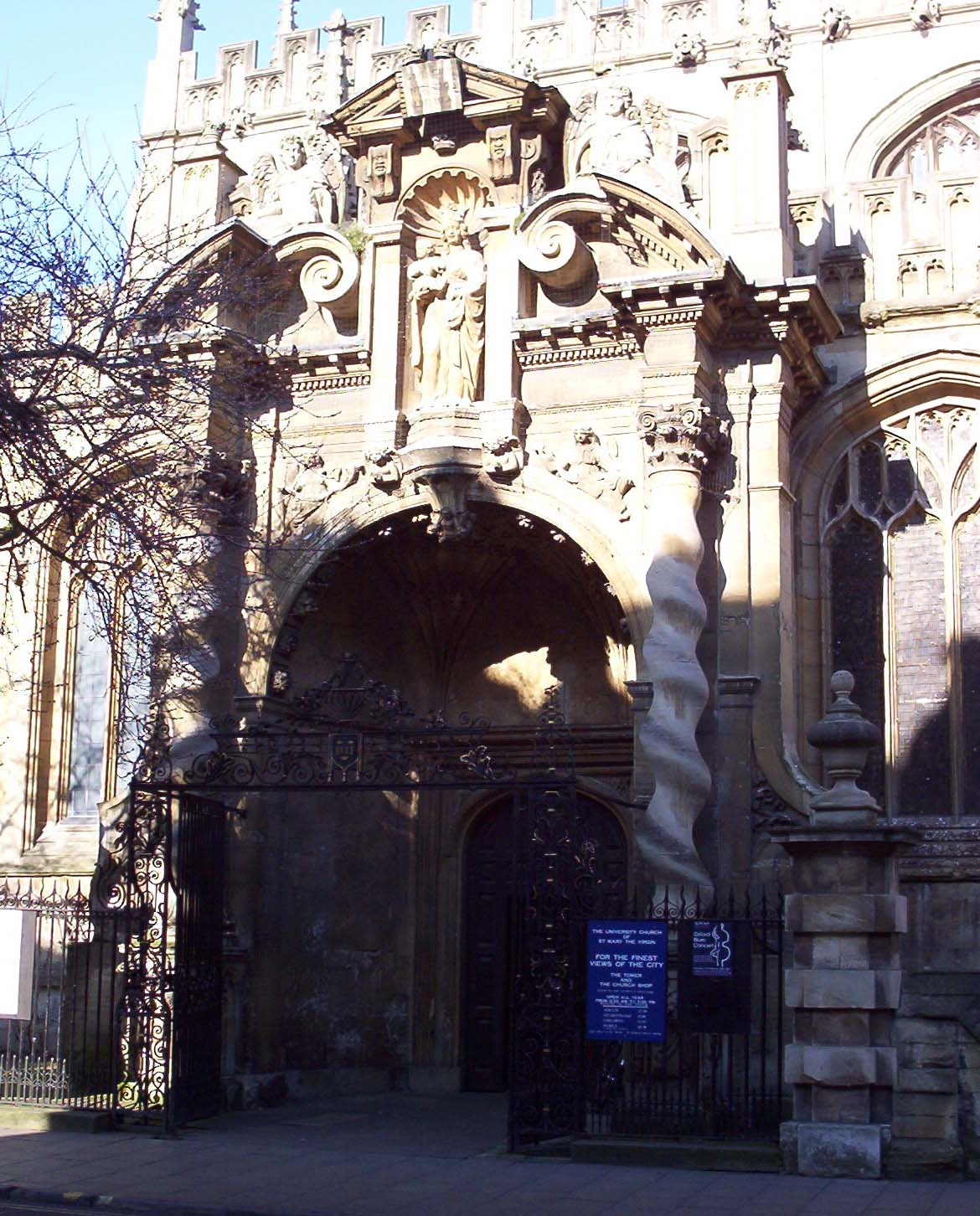
Nicholas Stone – południowy portal kościoła St. Mary w Oksfordzie

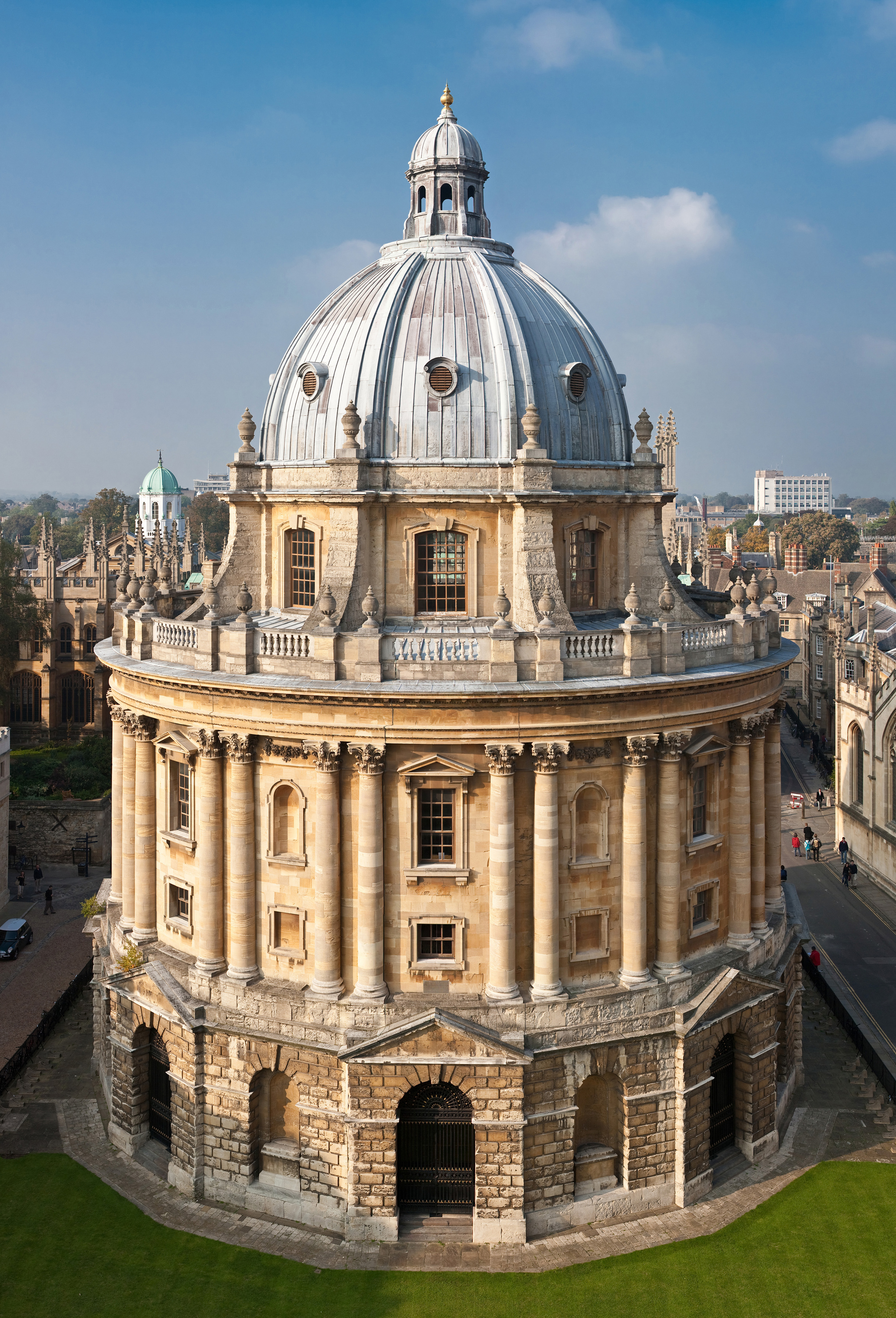
James Gibbs – Biblioteka Radcliffe w Oksfordzie

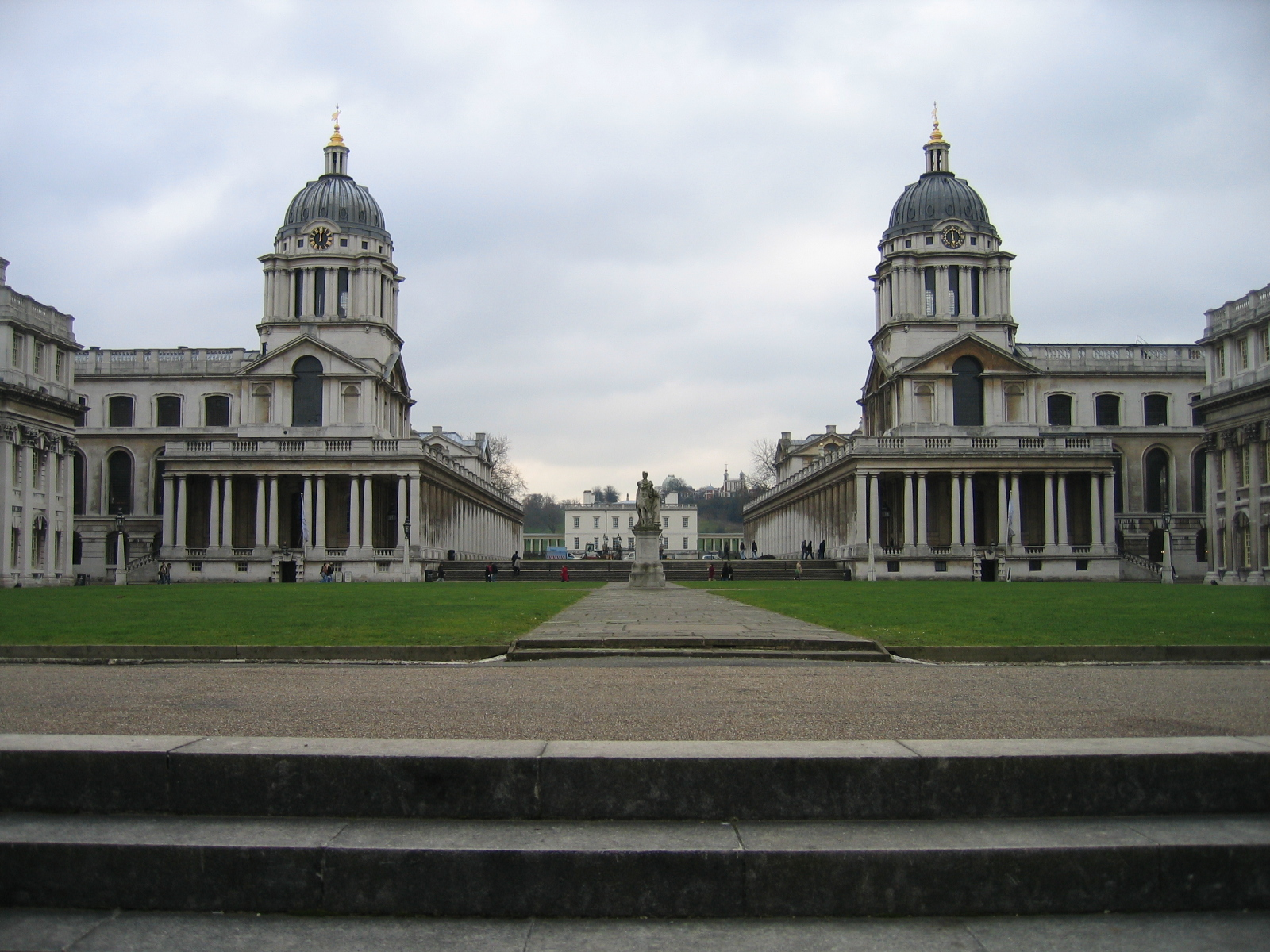
Sir Christopher Wren – Szpital Greenwich

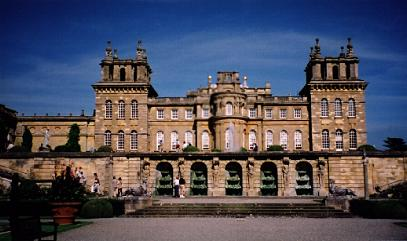
John Vanbrugh – Blenheim Palace

Angielski barok, podobnie jak w wielu innych krajach protestanckich, należy do nurtu klasycznego, inspirowanego sztuką klasyczną oraz architekturą Palladio i Vignoli. Historycy angielscy zwykli inaczej niż na kontynencie dzielić i nazywać zmieniające się style architektoniczne. W ich ujęciu okres do połowy XVIII wieku zaliczany jest do późnego renesansu a nie do baroku.
Przejście od okresu renesansu do baroku miało bardzo łagodną formę. Był to czas, w którym dominował palladianizm. Dzieła późnego renesansu i pierwszej fazy baroku cechuje surowa, zwarta bryła o symetrycznych, uporządkowanych elewacjach. Jedynie detal zdradza, że to już inna epoka. Zwieńczenia kopuł, attyk, obramowania portali, lukarn, kartuszy i medalionów cechuje nieco bardziej rzeźbiarska, fantazyjna forma. Mimo to wyjątkiem jest projekt południowego portalu ze spiralnymi trzonami kolumn. Portal zaprojektowany przez Nicholasa Stone został dobudowany w 1637 r. do uniwersyteckiego kościoła St. Mary w Oksfordzie.
Po pożarze, który w 1666 r. zniszczył zabudowę Londynu, zlecenie na wykonanie projektu odbudowy miasta otrzymał Christopher Wren. Umownie przyjęto, że jest to początek baroku w Anglii, a Christopher Wren uważany jest za najwybitniejszego przedstawiciela pierwszego okresu baroku w Anglii.
Projekt urbanistyczny odbudowy Londynu sporządzony przez Wrena nie został w całości zrealizowany. Wśród zaprojektowanych 53 kościołów, najbardziej znanym dziełem Wrena jest odbudowa katedry św. Pawła (1675–1710). Pierwotny projekt budowli centralnej rozwiązanej na planie krzyża greckiego nie spotkał się z uznaniem. Zrealizowany został projekt trójnawowej bazyliki z transeptem. Nad skrzyżowaniem naw Wren zaprojektował olbrzymią, trójpowłokową kopułę zwieńczoną latarnią. Nad przęsłami naw umieścił półkoliste kopułki wsparte na żaglach.
Wśród pozostałych projektów budowli Londynu znajdują się m.in.:
- kościół Saint-Mary-at-Hill, Thames Street, (1672)
- kościół Saint-Mary-le-Bow, Cheapside, (1680)
- kościół Saint-Dunstan in the East, (1698)
- kościół Saint-James Garlickhythe, (1674)

Inne projekty Wrena to:
- kaplice uniwersyteckie Pembroke i Emmanuel oraz Biblioteka Trinity College w Cambridge
- Królewski szpital wojskowy w Chelsea
- Szpital w Greenwich (1676),
- Królewskie Obserwatorium Astronomiczne w Greenwich (1675)
- Sheldonian Theatre w Oksfordzie (1664–1668).

Czas panowania Anny Stuart zaowocował pałacowo-parkowymi rezydencjami łączącymi klasycyzującą formę z barokowymi rozwiązaniami przestrzennymi. Castle Howard w Yorkshire (1699-1712) i Blenheim Palace w Oksfordshire (1705-1724) to efekt współpracy Vanbrugha i Hawksmoora.
Uczeń Fontany, szkocki architekt James Gibbs kontynuował palladiańskie formy bryły łącząc je z rzeźbiarską formą detali. Został uznany za najważniejszego budowniczego londyńskich kościołów w pierwszej połowie XVIII wieku. Najbardziej znane projekty to kościoły St. Mary-le-Strand i St. Martin-in-the Fields z wysokimi, rzeźbiarsko rozczłonkowanymi wieżami w fasadach.
Najciekawszym projektem budownictwa świeckiego jest zaprojektowana jako budowla centralna biblioteka Radcliffe (1737) w Oksfordzie.
Najbardziej zbliżone do dzieł włoskich architektów były projekty Thomasa Archera. Podczas podróży po Europie poznał dzieła Berniniego i Borrominiego. W wielu jego pracach widoczna jest inspiracja ich twórczością. Stąd Archer bywa nazywany najbardziej "barokowym" wśród angielskich architektów XVIII wieku. Najważniejsze prace Archera to:
- kościoły St. Paul w Deptford i St. John przy Smith Square w Londynie
- katedra St. Philip w Birmingham

Kolejny, już końcowy etap, w architekturze baroku w Anglii to powrót do twórczości Jonesa, czyli spokojnych, klasycyzujących form palladianizmu z epoki późnego renesansu. Do przedstawicieli tego okresu należą:
- William Bruce – szkocki architekt, kierował rekonstrukcją królewskiego pałacu w Edynburgu – Holyrood Palace, projektant wielu wiejskich rezydencji w Szkocji
- Colen Campbell – szkocki architekt, projektant wielu domów w Londynie i wiejskich rezydencji
- John James – współpracownik Wrena i Hawksmoora
- William Chambers – projektant wielu rezydencji, budowli ogrodowych, londyńskiej rezydencji Somerset Mouse. W swoich projektach łączył palladianizm z elementami sztuki orientalnej.
- William Kent – twórca angielskiego stylu ogrodowego i projektant wiejskich rezydencji.